# Эмболизация маточных артерий

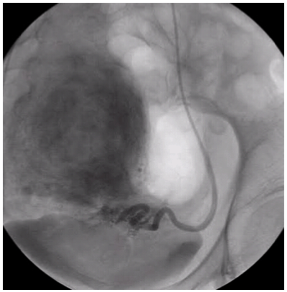
Ангиограмма, сделанная во время ЭМА по поводу миомы матки. Конечная точка эмболизации — стаз в маточной артерии

Эмболизация маточных артерий (ЭМА) — способ лечения миомы матки без хирургической операции. Эффект достигается за счёт перекрытия кровотока в узлах миомы с помощью специального препарата, который вводится в артерии матки по тонкой трубке (катетеру) через бедро. Препарат содержит мелкие шарики (эмболы), которые перекрывают артерии миомы, после чего она погибает в течение нескольких часов. Эмболизация маточных артерий позволяет во многих случаях отказаться от необходимости удаления матки при миоме и сохранить репродуктивную функцию.

## Показания к проведению
1. Симптомная или растущая миома матки
  - размером до 20 недель беременности при отсутствии выраженной патологии шейки матки, эндометрия и яичников.
  - у пациенток, заинтересованных в беременности, с подтвержденной ролью миомы матки в патогенезе бесплодия или с высоким риском выкидыша, при невозможности выполнения безопасной миомэктомии.
  - в качестве подготовки к миомэктомии или гистерорезектоскопии.
2. Интенсивное маточное кровотечение различной этиологии, когда другие методы лечения невозможны или сопряжены с реальной угрозой жизни больной.

При определении показаний к ЭМА по поводу миомы важное значение имеет мотивация больных: стойкое желание пациентки сохранить матку, избежать операции, заинтересованность в беременности.

## Противопоказания
- Наличие активного инфекционного процесса.
- Известная выраженная аллергия (анафилактический шок, отек Квинке) на контрастные препараты.

## Механизм действия
При маточном кровотечении ЭМА вызывает механическую закупорку кровоточащего сосуда с последующим образованием тромба.
При миоме ЭМА вызывает прекращение кровотока по ветвям маточных артерий, кровоснабжающим миому. Разный диаметр питающих миому ветвей и ветвей, питающих миометрий, приводит к минимальному воздействию на сосуды неизмененного миометрия. После прекращения кровоснабжения мышечные клетки, формирующие миому, гибнут. В течение нескольких недель происходит их замещение соединительной тканью. Затем в процессе «рассасывания» этой ткани происходит значительное уменьшение и/или полное исчезновение узлов, а симптомы миомы проходят.

## Постэмболизационный период
Непосредственно после адекватно выполненной ЭМА возникают тянущие боли в нижних отделах живота. Болезненные ощущения продолжаются несколько часов и купируются обезболивающими препаратами. В первые дни после ЭМА могут отмечаться повышенная температура, кровяные выделения из половых путей, лейкоцитоз, гиперфибриногенемия, нарушения мочеиспускания, расстройства деятельности желудочно-кишечного тракта (тошнота, рвота).

## Побочные эффекты и осложнения
Риск любых осложнений в десятки раз ниже, чем после хирургического лечения и не превышает 1 %.
Не более, чем у 3 % пациенток в первые 3-6 месяцев после ЭМА возможно нарушение регулярности менструального цикла или аменорея.
Примерно в 20 % случаев при субмукозной миоме матки отмечается рождение узлов.
Но существует вероятность необходимости повторного хирургического вмешательства после ЭМА через два года и через пять лет наблюдения. 

## ЭМА и беременность
Эта методика направлена на то, чтобы не повредить матку и сохранить фертильность. Поэтому ЭМА не лишает женщин способности к деторождению. Многие женщины после ЭМА рожают здоровых детей.

## Галерея

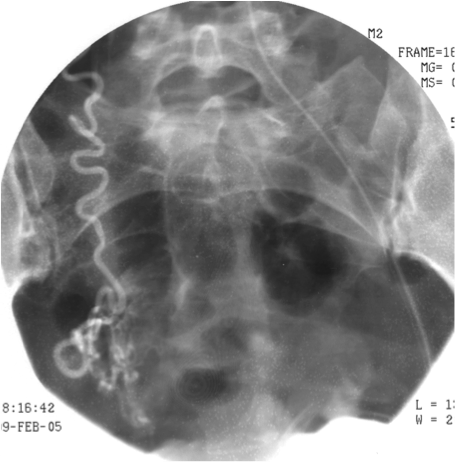
Восстановление кровотока в миоме через яичниковую артерию.
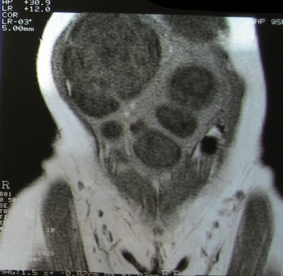
Матка с миомами до 36 недель. Матку сохранили благодаря ЭМА.
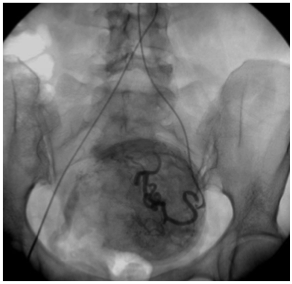
Перифиброидное сплетение при ЭМА.
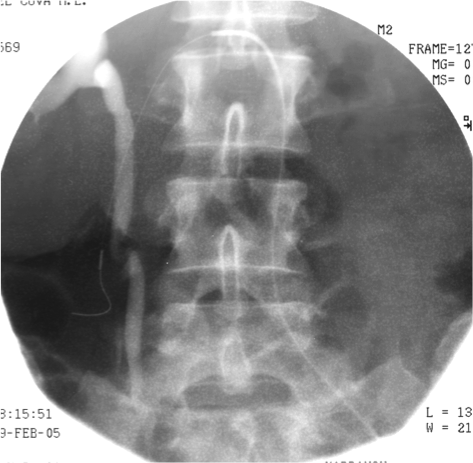
Эмболизация микрокатетером через яичниковую артерию.
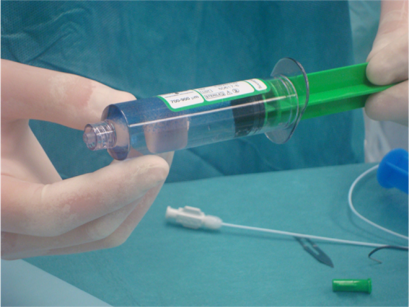
Эмболизационный препарат для ЭМА.